# Orhan Şam
Orhan Şam (Zonguldak, 1º giugno 1986) è un allenatore di calcio ed ex calciatore turco, di ruolo difensore, vice commissario tecnico della nazionale Under-21 turca e commissario tecnico della nazionale Under-16 turca.

## Palmarès
- Coppa di Turchia: 1

Fenerbahçe: 2011-2012